# Српска православна црква Светог арханђела Гаврила у Сусеку
Српска православна црква Светог арханђела Гаврила у Сусеку, месту у општини Беочин, подигнута је 1770. године и представља споменик културе у категорији непокретних културних добара од великог значаја.
Црква припада типу једнобродних грађевина, као чест пример подигнутих цркава педесетак година након протеравања Турака из Војводине. Иконостас из 1779. године рад је Теодора Крачуна, док је резбарија барокно рокајних форми рад непознатог мајстора из друге половине 18. века. Развијени иконостас исликан је у шест зона, са 64 поља. У соклу су параболе, а у зони престоних икона царске двери са Благовестима и медаљонима Светог Саве и Симеона, док су на бочним дверима ликови цара Уроша и кнеза Лазара. У низу престоних икона су арханђео Михаило, Свети Никола, Богородица са Христом, Христос, Свети Јован и арханђео Гаврило. У пољима изнад двери су Жртва Аврамова, Недремано око и Неопалима купина. По вертикали, изнад Недреманог ока, приказано је Крунисање Богородице. Следи апостолски низ, пророчки фриз и у последњој зони, Христова страдања. Испод Распећа исписан је текст приложника са годином 1798. године. Иконостас је пресликан 1901. године.